# Hari Vukas
Hari Vukas, né le 6 octobre 1972 à Split, était un footballeur croate qui évoluait au poste d’attaquant. Vukas est entraîneur adjoint de Burak Yılmaz à Kayserispor.

## Biographie

### Carrière d'entraîneur
En juillet 2022, il devient entraîneur adjoint d'Igor Tudor à l'Olympique de Marseille en remplacement de Mauro Camoranesi.